# Овечко Володимир Сергійович
Овечко Володимир Сергійович (нар. 1949) — український науковець, доктор фізико-математичних наук, професор.
Наукова спеціалізація: оптика надкоротких імпульсів, інфрачервона спектроскопія нанопористих середовищ, нелінійна оптика кристалів, оптика гетеронаноструктур, квантова теорія дифракції, переформулювання рівнянь квантової механіки (КМ).

## З біографії
У 1971 р. закінчив радіофізичний факультет Київського державного університету імені Тараса Шевченка.
У 1979 р. захистив кандидатську «Параметричне перетворення оптичних полів в кристалах та парах лужних металів», у 1998 р. — докторську дисертацію «Нестаціонарні оптичні поля та процеси їх взаємодії з конденсованою речовиною» (спеціальність — «оптика, лазерна фізика»).
Праця: НДІ «Квант» (1971-80 рр.), Київський державний університет імені Тараса Шевченка — з 1981 р. Професор кафедри електрофізики (з 2001 р.).

## Науковий доробок
Автор понад 130 публікацій, 12 авторських свідоцтв на винаходи.